# SZD-15 Sroka
SZD-15 Sroka – polski, jednomiejscowy szybowiec treningowy przeznaczony do treningu średnio zaawansowanych pilotów skonstruowany w Szybowcowym Zakładzie Doświadczalnym w Bielsku-Białej. Wyprodukowany w Zakładach Szybowcowych Lotnictwa Sportowego (ZSLS) w Krośnie w liczbie 20 egzemplarzy seryjnych.

## Historia
W 1955 roku Liga Przyjaciół Żołnierza (LPŻ) określiła warunki techniczne jaki powinien spełniać nowy szybowiec będący następcą wywodzącego się jeszcze z przedwojennej konstrukcji szybowca IS-B Komar. Nowy szybowiec miał charakteryzować się lepszymi osiągami oraz posiadać kabinę zbliżoną konstrukcyjnie do kabiny ucznia zastosowanej w SZD-10 Czapla. Miało to ułatwić przejście pilotów szybowcowych z latania konstrukcjami dwumiejscowymi na jednomiejscowe. Wymagania konstrukcyjne jakimi musiała charakteryzować się nowa konstrukcja nie wzbudziły entuzjazmu w Szybowcowym Zakładzie Doświadczalnym (SZD) w Bielsku Białej, które były odpowiedzialne za nowy projekt. 
SZD zaproponowało LPŻ zdecydowanie nowocześniejszą konstrukcję, określaną mianem SZD-16 Gil charakteryzującą się lepszymi osiągami niż te, których oczekiwała LPŻ. Liga nie wyraziła zainteresowania „Gilem” i w SZD przystąpiono do konstruowania szybowca według jej wymagań. 
Inżynier Zbigniew Badura przystąpił w 1955 roku do budowy szybowca SZD-15 Sroka (początkowo zwanego „Pionierem”). Oblotu nowej konstrukcji (o znakach SP-1598) dokonał pilot doświadczalny Stanisław Skrzydlewski w Bielsku 25 lutego 1956 roku. Prototyp wykazywał szereg niedogodności, za wysoką i za mało sztywną kabinę, za mało miejsca dla pilota na wysokości jego łokci oraz nieprawidłową nadskuteczność steru kierunku. 
Poprawiony prototyp SZD-15-2 „Sroka” (o numerze SP-1667) oblatano prawie dokładnie w rok po pierwszym locie, 1 lutego 1957 roku. 31 sierpnia 1957 roku po raz pierwszy wzniósł się w powietrze pierwszy egzemplarz seryjny (o numerze SP-1718). Poza dwoma prototypami Zakłady Szybowcowe Lotnictwa Sportowego w Krośnie wyprodukowały jeszcze 20 szybowców, które znalazły się na wyposażeniu aeroklubów. Zgodnie z przewidywaniami SZD, szybowiec nie był znaczącym postępem w porównaniu z „Komarem”, a wręcz niektóre parametry „Sroki” okazały się od niego gorsze. Zbudowane egzemplarze były eksploatowane do lat siedemdziesiątych. Zachowały się dwa egzemplarze, które można oglądać w Muzeum Lotnictwa Polskiego w Krakowie.

## Konstrukcja
Sroka była jednomiejscowym, zastrzałowym górnopłatem o całkowicie drewnianej konstrukcji z płatem o profilu NACA 43012A, zwichrzeniu skrzydła wynoszącym 2° i wzniosie 4°. Skrzydła wyposażone były w lotki szczelinowe oraz hamulce aerodynamiczne, które zamontowano również w kadłubie. W przedniej części kadłuba zamontowano płozę amortyzowaną gumowymi kółkami oraz koło transportowe. Z tyłu kadłuba znajdowała się płoza ogonowa. Osłona kabiny pokryta szkłem organicznym odchylana na bok. Szybowiec mógł być holowany przez samolot oraz wyrzucany w powietrze dzięki gumowym linom, do zaczepiania których zamontowano hak.